# Asarum renicordatum
Asarum renicordatum C.Y.Chen & C.S.Yang – gatunek rośliny z rodziny kokornakowatych (Aristolochiaceae Juss.). Występuje naturalnie we wschodnich Chinach – w prowincji Anhui. 

## Morfologia
PokrójBylina tworząca kłącza.
LiścieZebrane w pary, mają kształt od nerkowato sercowatego do niemal sercowatego. Mierzą 3–4 cm długości oraz 6–7,5 cm szerokości. Są mniej lub bardziej owłosione od spodu. Blaszka liściowa jest o sercowatej nasadzie i tępym wierzchołku. Ogonek liściowy jest mniej lub bardziej owłosiony i dorasta do 10–14 cm długości.
KwiatySą promieniste, obupłciowe, pojedyncze. Okwiat ma dzwonkowaty kształt i brązowożółtawą barwę, dorasta do 1,5–2 cm długości oraz 1–1,5 cm szerokości. Listki okwiatu mają trójkątnie lancetowaty kształt. Zalążnia jest dolna ze zrośniętymi słupkami.

## Biologia i ekologia
Rośnie w lasach mieszanych oraz na brzegach rzek. Występuje na wysokości do 700 m n.p.m. Kwitnie w maju.